# Xbox
Pour l’article homonyme, voir Xbox (console).
Xbox est une marque vidéoludique créée et appartenant à Microsoft,. La marque est principalement connue pour la commercialisation d'une série de consoles de jeux vidéo de salon développées par Microsoft : la Xbox, la Xbox 360 (originale, S et E), la Xbox One (originale, S et X) et la Xbox Series (X et S), respectivement de la sixième, septième, huitième et neuvième génération de console de jeux vidéo. La marque représente aussi des applications (jeu vidéo) et des services de streaming par le biais de son service Xbox Live. La marque est introduite sur le marché le 15 novembre 2001 aux États-Unis, le jour du lancement de la première console de la série.
La Xbox originale est la première console de jeux vidéo créée par une entreprise américaine depuis la Jaguar du constructeur Atari dont les ventes ont été stoppées en 1995. Les ventes de la Xbox ont atteint plus de 24 millions d'unités au 10 mai 2006. La seconde console appelée Xbox 360 est commercialisée en 2005 et se vend à plus 85 millions d'unités à travers le monde au 18 avril 2013. La troisième console Microsoft appelée Xbox One est commercialisée le 31 mai 2013,. La console est lancée sur 21 marchés, notamment en Chine le 29 septembre 2014.
La branche Xbox de Microsoft est dirigé par Phil Spencer, qui succède à Marc Whitten à la fin du mois de mars 2014,.

## Consoles

### Xbox
La Xbox de Microsoft est une console de jeux vidéo sortie aux États-Unis le 15 novembre 2001. Microsoft fait avec elle ses premiers pas dans ce secteur, après avoir collaboré avec Sega pour porter Windows CE sur Dreamcast, et après avoir développé depuis plusieurs années des jeux Microsoft Game Studios et des accessoires de jeux vidéo SideWinder pour les PC sous Windows (98 et 95).
La différence avec un PC est qu'une Xbox ne peut à l'origine exécuter que des programmes Xbox provenant d'un média au format propriétaire Microsoft sur DVD, format qui n'est lisible que par le lecteur DVD de la Xbox.
La console, dont les principales concurrentes sont la PlayStation 2 et la Gamecube, fait partie de la sixième génération.
Microsoft cherche à faire évoluer la Xbox, d'abord consacrée uniquement au jeu vidéo, vers une station multimédia interactive en ligne et lance fin 2002 le Xbox Live. La Xbox 360 lui succède fin 2005. Le support de la console Xbox par Microsoft s'est arrêté en mars 2009 aux États-Unis et en avril 2010 en France.
La console possède un catalogue de plus de 825 jeux, avec des séries comme Halo, Star Wars et Fable. Le dernier jeu Xbox, sorti uniquement aux États-Unis en 2008, est Madden NFL 09. Le dernier jeu sorti en France en 2006 est Tony Hawk's Project 8, en Europe en 2007 Xiaolin Showdown.

### Xbox 360
La Xbox 360 qui sort en 2005 est une console de jeux vidéo développée par Microsoft, en coopération avec IBM, ATI, Samsung et SiS. Elle succède à la Xbox, et elle concurrence, dans la lignée des consoles de la septième génération, la Wii de Nintendo et la PlayStation 3 de Sony. En date du 12 février 2013, 75,9 millions d'exemplaires ont été vendus à travers le monde. Trois modèles de la console peuvent être distingués — le modèle initial commercialisé aux États-Unis le 22 novembre 2005, la version légère et silencieuse appelée Xbox 360 S commercialisée le 16 juillet 2010 en Europe, et la troisième version Xbox 360 E commercialisée en 2013.
La console succède à la Xbox et offre une rétro-compatibilité avec une partie des titres parus sur cette dernière. La Xbox One lui succède fin 2013.

### Xbox One
La Xbox One est une console de jeux vidéo de huitième génération développée par Microsoft. Dévoilée le 21 mai 2013, elle succède à la Xbox 360 et se place en concurrence frontale avec la PlayStation 4 de Sony, et plus indirectement avec la Wii U de Nintendo. Elle est disponible depuis le 22 novembre 2013 dans treize pays et depuis septembre 2014 dans vingt-six autres pays. D'abord uniquement commercialisée avec Kinect, Microsoft propose la console seule à partir du 9 juin 2014.
Dotée d'un processeur AMD, la machine est équipée d'un lecteur Blu-ray et d'un disque dur inamovible de 500 Go et 1 To pour la version Elite visant à en faire un système de divertissement intégré. L'intégration du périphérique Kinect permet à la console de répondre aux commandes vocales ou aux mouvements dictés par l'utilisateur et d'être associé à une fonctionnalité de visioconférence.

### Xbox Series
La Xbox Series est une console de jeux vidéo développée par Microsoft. Cette console est sortie le 10 novembre 2020. La Xbox Series X est capable d'afficher des images en UHD à 120 images par seconde. La Xbox Series S peut afficher des images en QHD a 120 images par seconde. Ces consoles utilisent des nouvelles technologies tel que le ray tracing ou le variable refreshing rate.

## Services en ligne

### Xbox Live
Le Xbox Live — stylisé Xbox LIVE — est le service de jeu en ligne créé par Microsoft et qui est utilisé pour connecter sa console de jeu vidéo Xbox à Internet. Il est sorti fin 2002 aux États-Unis d'Amérique puis en mars 2003 en Europe. Il permet aux joueurs du monde entier de se connecter à Internet et donc de pouvoir s'affronter sur tous les jeux compatible Xbox LIVE. Le Xbox LIVE peut également être utilisé pour télécharger du contenu (gratuit ou payant) à rajouter aux jeux qui le permettent. Par exemple, ajouter des nouvelles voitures pour des jeux de courses automobiles. Le Xbox Live ajoute également un élément important au jeu en ligne, la possibilité de dialoguer avec les autres joueurs grâce à un micro-casque qui permet ainsi de parler stratégie avec ses équipiers ou de défier ses adversaires. Une déclinaison du Xbox LIVE, le XSN, permet quant à lui d'avoir un classement mondial sur une gamme de jeux de sport estampillés Microsoft.
Il faut savoir que l'on distingue deux versions du Xbox Live : l'unité 1.0 étant celle de la première console de Microsoft, s'étendant d'octobre 2002 à mai 2010. Puis vient la version 2.0, apparue lors du lancement de la Xbox 360, de novembre 2005 à aujourd'hui.

### Xbox Game Pass
Le Xbox Game Pass permet aux joueurs d’avoir accès à un catalogue de jeux pour un prix unique par abonnement mensuel.
Le service a été lancé le 1er juin 2017, tandis que les abonnés à Xbox Live Gold ont obtenu un accès prioritaire le 24 mai.

### Marché Xbox
Le Marché Xbox est une plateforme de distribution numérique sur Xbox 360, Xbox One et Xbox Series. Elle permet d'acheter des jeux vidéo (du Xbox Live Arcade ou jeux complets), des contenus téléchargeables, des versions de démonstration de jeux.
Les achats se faisaient initialement avec les Microsoft Points. Le 26 août 2013, ils sont remplacés par la monnaie du pays.
Fin 2017, le Marché Xbox est remplacé sur Xbox One par le Microsoft Store en fusionnant avec le Windows Store. Une grande partie des nouveaux jeux Xbox One sont, depuis 2017, multiplateformes entre la Xbox One et Windows 10, sous le label Xbox Play Anywhere. Ces jeux gratuits ou payants sont téléchargeables sur Xbox One et Windows 10, possèdent les mêmes données de sauvegarde grâce au nuage (plus généralement appelé Cloud). C'était déjà le cas pour certains jeux comme Gigantic.

### Xbox SmartGlass
Xbox SmartGlass est une application sociale pour Xbox 360 disponible sur Windows 8 et Windows Server 2012. Des versions Windows Phone, Android et iOS sont prévues dans un avenir proche. Elle a été annoncée par Microsoft durant l'E3 2012 et sort le 26 octobre 2012, coïncidant avec la sortie de Windows 8. Il se connecte avec la Xbox 360 et permet plus de divertissement interactif, on peut s'en servir comme un deuxième écran ou comme télécommande pour contrôler la Xbox 360.

## Abonnements
Il existe trois abonnements sur le service Xbox. Le Xbox Game Pass Core, pour un prix de 6,99 € par mois, permet de jouer en ligne, d'avoir des réductions sur certains jeux, et tous les mois d'avoir 2 jeux gratuits. Le second abonnement est le EA Play  comprenant certains jeux de la licence EA Games mais aussi d'autres jeux. Enfin, le Xbox Game Pass Ultimate, pour un prix de 14,99 € par mois, comprend le Xbox Live et ses avantages, le EA Play ainsi que le Xbox Game Pass. Le Xbox Game Pass Gold ayant été remplacé par le Xbox Game Pass Core le 14 Septembre 2023, il n'existe plus.

## Kinect
Kinect, initialement connu sous le nom de code Project Natal, est un périphérique destiné à la console  Xbox 360 permettant de contrôler des jeux vidéo sans utiliser de manette. Il a été conçu par Microsoft en septembre 2008.
Le mot-valise « Kinect » est issu des mots anglais « kinetic » (qu'on peut traduire par « cinétique ») et « connect » (qu'on peut traduire par « connecter »),. La sortie européenne a eu lieu le 10 novembre 2010.
Le 5 janvier 2011, 2 mois après sa sortie, Microsoft annonce avoir vendu 8 millions de Kinect, dont un million en seulement 10 jours. Le 11 mars 2011, Kinect entre au livre Guinness des records comme étant « l'accessoire high-tech le plus vendu dans un court laps de temps » avec 10 millions d'unités vendues, soit une moyenne officielle de 133 333 Kinect vendus chaque jour à travers le monde.

## Controverse
En 2023, le mode « économie d’énergie » nouvellement proposé par la Xbox est dénoncé par une partie de la droite américaine, qui y voit du « wokisme ». La chaîne conservatrice Fox News notamment a fustigé cette mise à jour de la console de jeu, estimant qu’il s’agit d’une « tentative pour faire adhérer à la politique climatique à un âge plus précoce ». La Young America's Foundation a également affirmé que « la brigade woke en veut aux jeux vidéo au nom du changement climatique ». Le sénateur républicain Ted Cruz a lui aussi pris part à la controverse.